# 자쿠스카

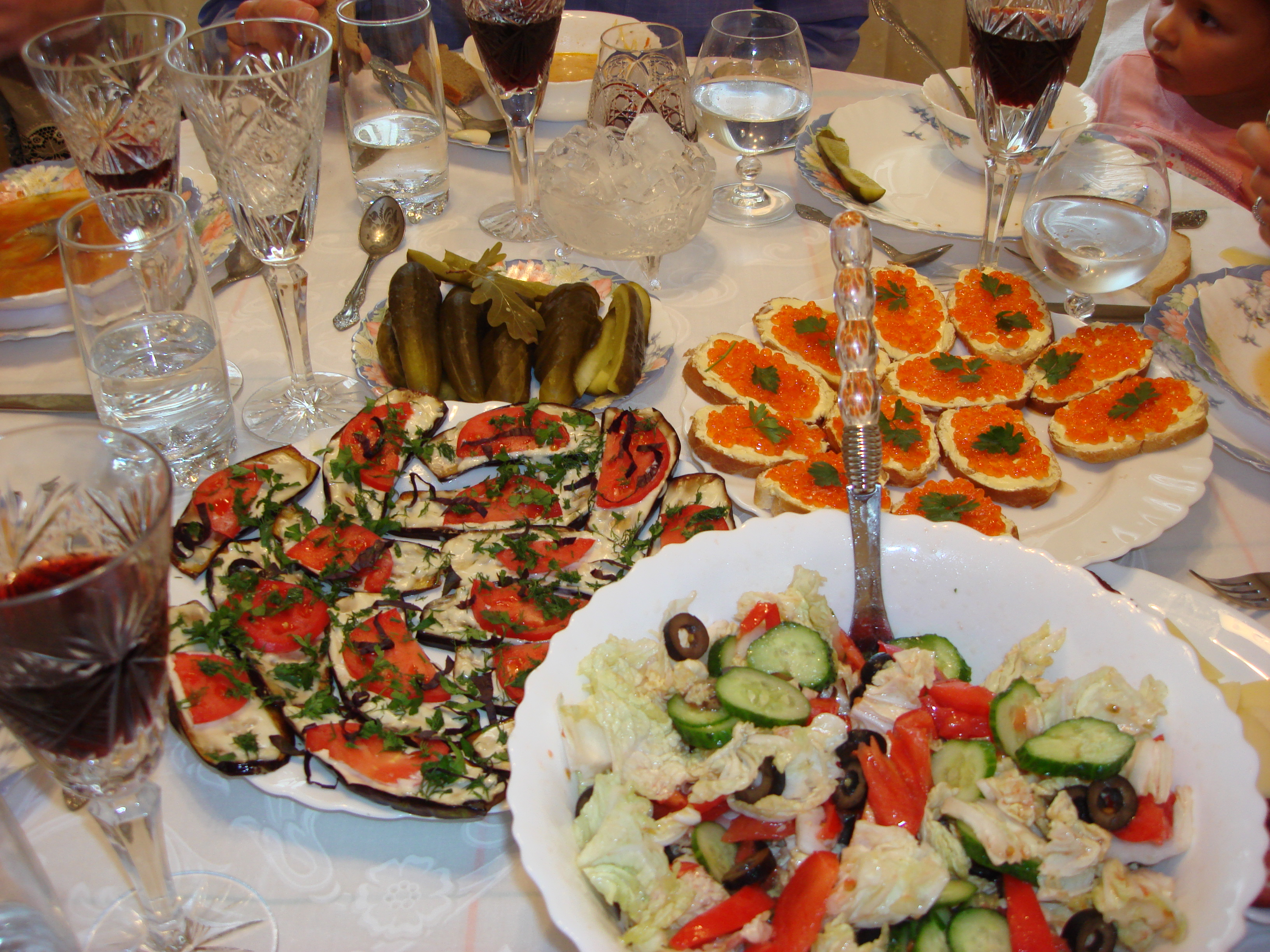

자쿠스키(Zakuski, 러시아어: закуски [zɐˈkuskʲɪ]의 복수형, закуска의 단수형 zakuska, 폴란드어: zakąski, zakąska)는 러시아와 슬라브어권 국가의 음식 문화에 있는 차가운 전채 요리, 앙트레 및 간식 모음이다. 그 자체로 코스로 제공되거나 보드카 또는 다른 알코올 음료의 각 샷을 따르도록 의도되었다. 이 단어는 말 그대로 '뒤에 물린 것'을 의미한다.
자쿠스키의 전통은 스웨덴과 핀란드의 벤빈스보드(bännvinsbord, 현대 스뫼르고스보드의 조상)와 오스만 제국 및 기타 중동 문화의 메제(meze)와 연결되어 있다. 자쿠스키는 뷔페에서 스칸디나비아에서 제공되는 것이 아니라 식탁에서 제공된다. 자쿠스키는 또한 자체 식품이며 종종 식사의 전채로 제공되지 않는다. 그들은 먼 거리를 여행하고 종종 도착 시간을 예측할 수 없는 임시 방문자에게 음식을 제공하기 위해 러시아 신사의 집에 보관되었다. 연회 및 파티에서 자쿠스키는 종종 식당에 인접한 별도의 방이나 식당의 별도 테이블에서 제공되었다. 이 전통은 결국 사회의 다른 계층으로 퍼져 소비에트 시대에 남아 있었지만 공간 부족으로 식탁에 올려졌다. 따라서 자쿠스키는 축제 저녁 식사의 첫 번째 코스가 되었다.
오늘날 이러한 애피타이저는 일부 구 소련 국가와 폴란드를 포함하여 이전에 러시아 제국의 일부였던 국가의 연회, 저녁 식사, 파티 및 리셉션에서 일반적으로 제공된다. 다양한 종류의 자쿠스키는 모든 잔치 테이블에서 표준 첫 번째 코스를 구성한다. 일반적으로 자쿠스키는 손님이 식당에 부름을 받았을 때 이미 테이블 위에 놓여 있다.
전형적인 자쿠스키는 편육, 절인 생선, 혼합 샐러드, 콜로데츠(고기 젤리), 피로그 또는 피로즈키, 토마토, 사탕무, 오이, 소금에 절인 양배추, 절인 버섯, 매운 계란, 단단한 치즈, 캐비어, 카나페, 오픈 샌드위치, 빵 등으로 구성된다.

## 같이 보기
- 안주 (음식)
- 안티파스토
- 메제
- 타파스
- 자쿠스커